# パレ・デ・コングレ・ド・パリ
パレ・デ・コングレ・ド・パリ（Palais des congrès de Paris）は、フランス・パリ市17区にある国際会議場。高層ホテルやテレビスタジオ、映画館、ショッピングセンターなどがある。オープンは1974年。
1978年のユーロビジョン・ソング・コンテストが行われ、1998年に改修された。大劇場（3723席収容）や小劇場（650席）のホールもある。
パリ地下鉄1号線ポルト・マイヨー駅下車すぐにある。
かつて日本の百貨店である大丸が支店（大丸フランス）を設けていたが1998年に撤退している。